# Glomera bougainvilleana
Glomera bougainvilleana är en orkidéart som beskrevs av Paul Ormerod. Glomera bougainvilleana ingår i släktet Glomera och familjen orkidéer. Inga underarter finns listade i Catalogue of Life.